# Lüneburg-Weststadt
Die Weststadt ist ein Stadtteil von Lüneburg in Niedersachsen.
Der langgestreckte Stadtteil grenzt westlich an die Stadtteile Altstadt und Kreideberg. Trotz des Namens ist der Stadtteil nicht der westlichste Teil Lüneburgs, hier folgt noch der Stadtteil Mittelfeld.
In dem Stadtteil liegen die beiden Krankenhäuser der Stadt – das Städtische Krankenhaus im Süden und die Psychiatrische Klinik Lüneburg im Norden. Des Weiteren gehören der Bereich der Saline, die Sülzwiesen sowie der Lüneburger Kalkberg zu diesem Stadtteil. Dementsprechend sind weite Teile des Stadtteils praktisch unbewohnt, insbesondere der Bereich südlich der Saline dafür aber umso dichter besiedelt. Darüber hinaus hat die Leuphana Universität Lüneburg hier die Nebenstelle Volgershall betrieben, deren inzwischen verlassene Räumlichkeiten von der Arbeitsagentur sowie privaten Firmen genutzt werden.

## Eindrücke

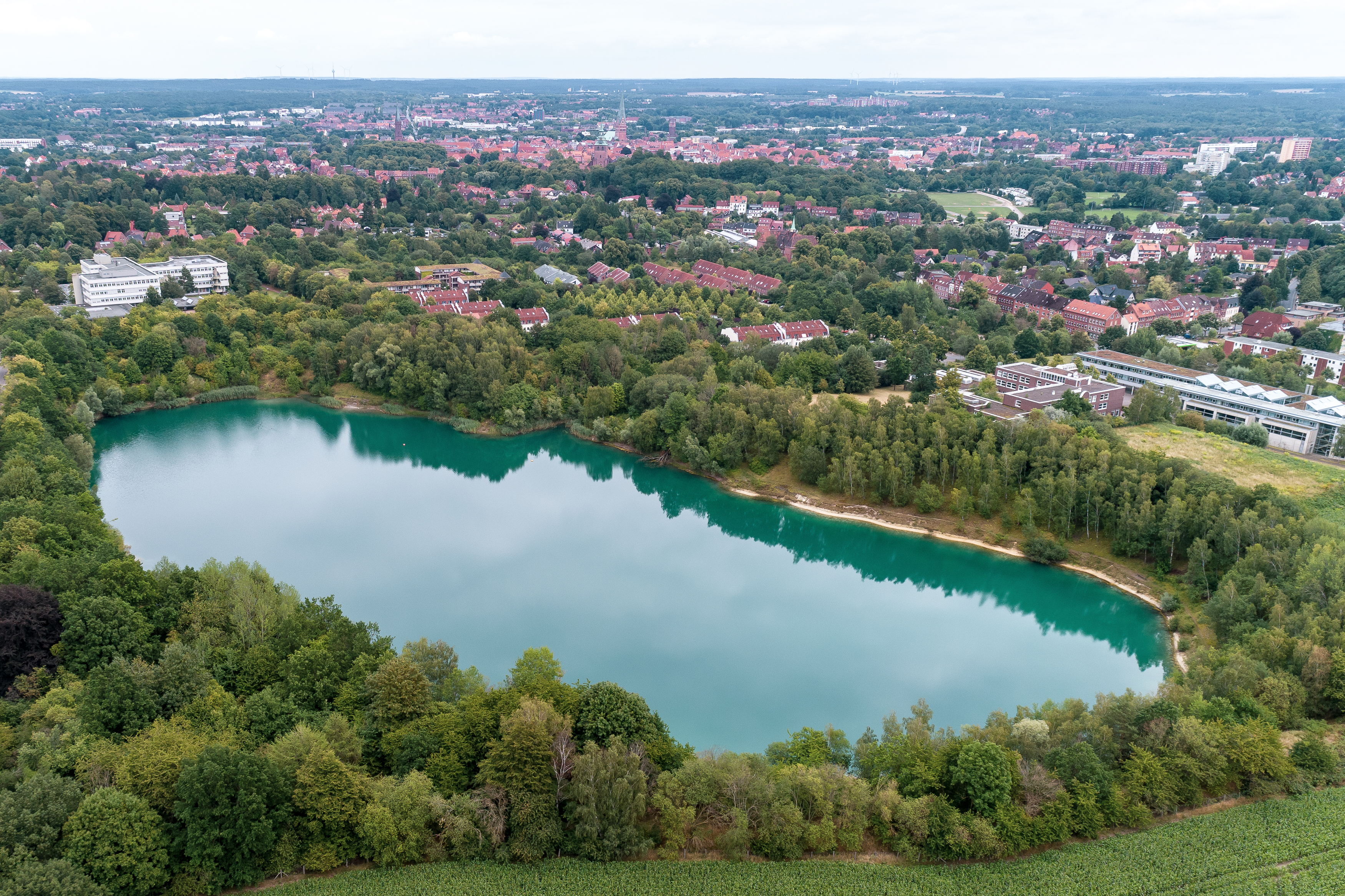
Der Kalkbruchsee in Lüneburg.
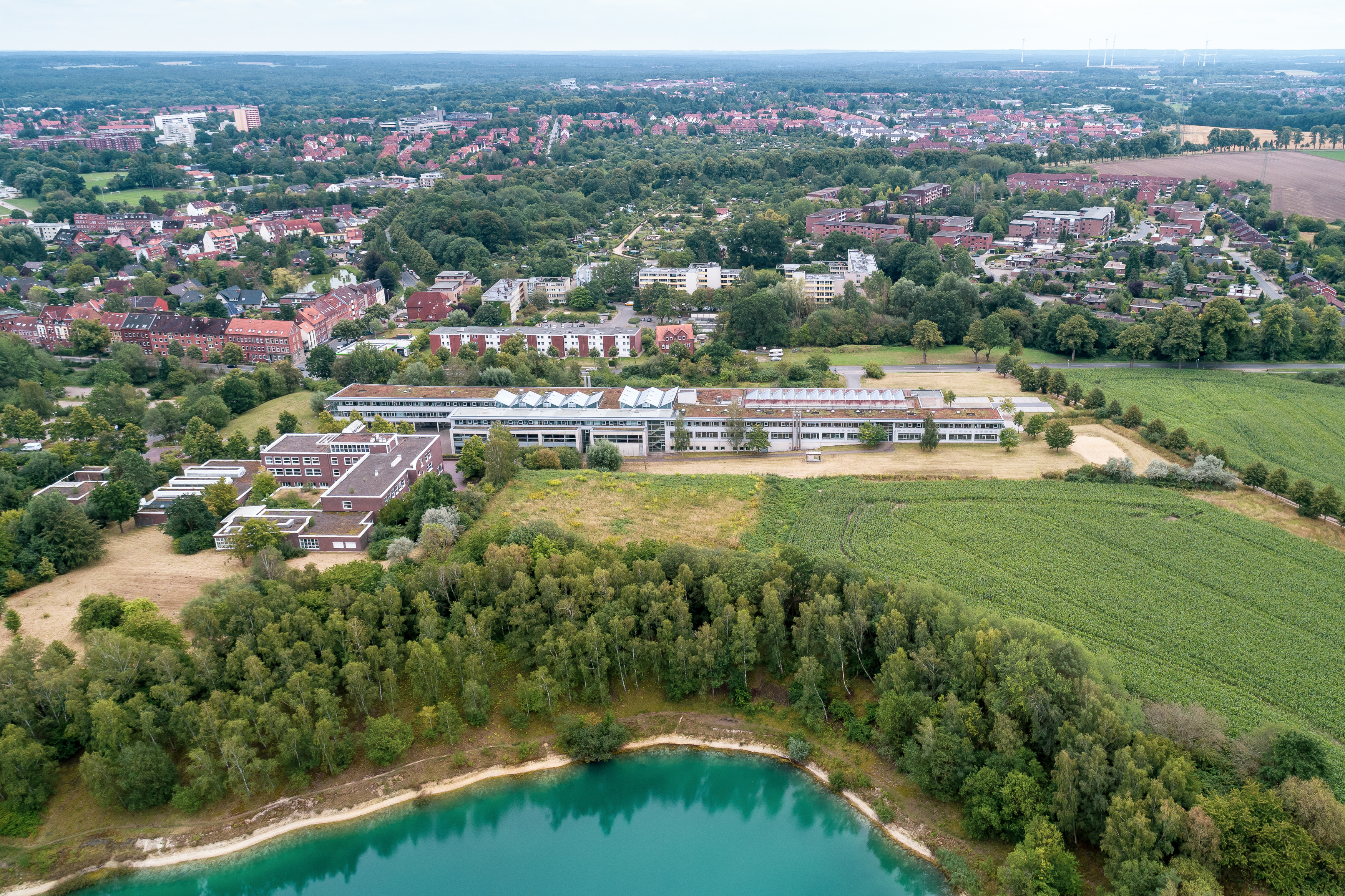
Der Kalkbruchsee in Lüneburg (Vordergrund), in der Bildmitte die Nebenstelle der Leuphana Universität Lüneburg "Volgershall".
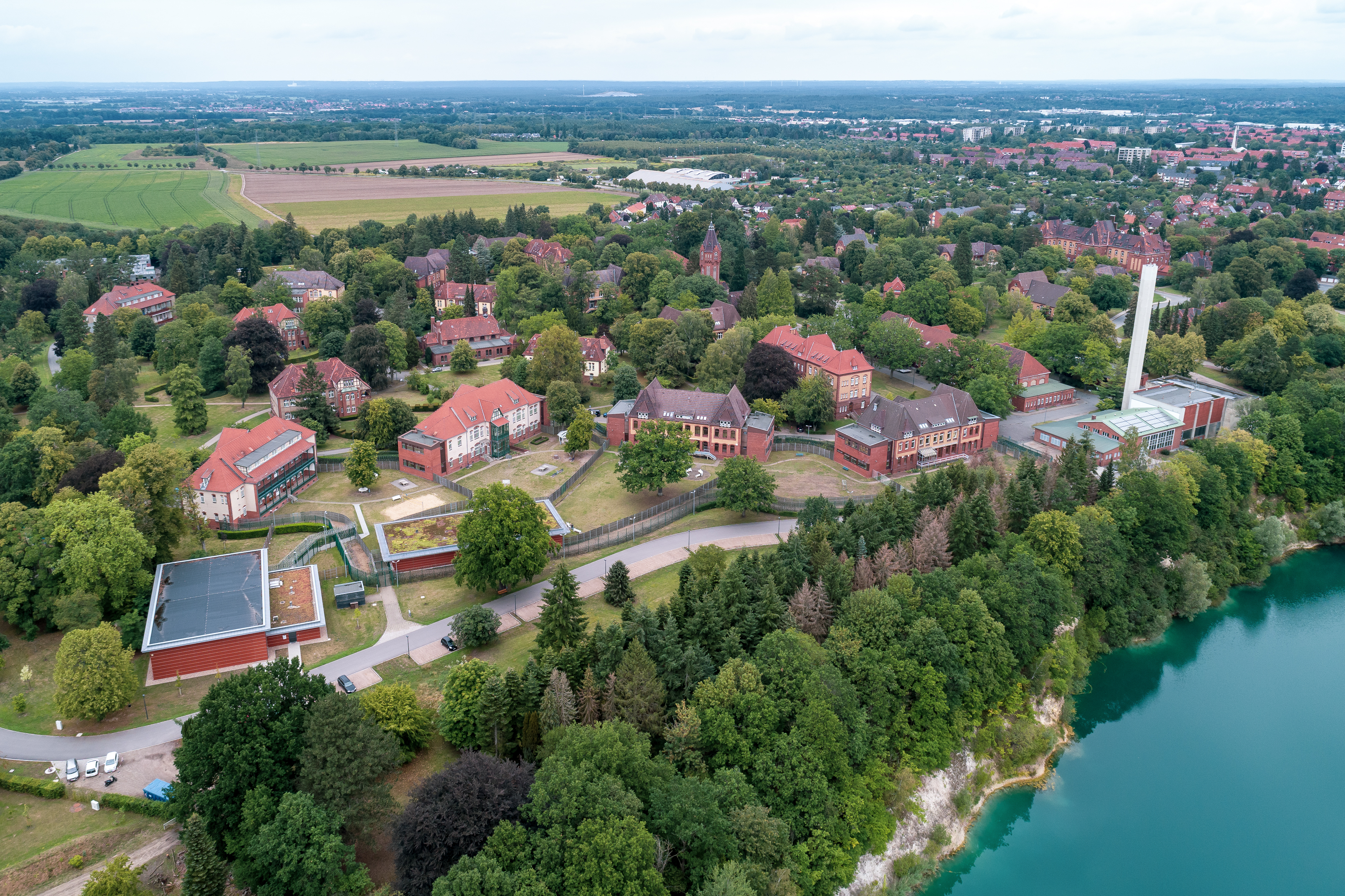
Die Psychiatrische Klinik Lüneburg.